# Neza (cantante)
Neza Patricia Masozera, (Kinshasa, 23 de diciembre de 1984) conocida simplemente como Neza, es una cantante de afropop congo-ruandesa. En 2017, fue premiada como la Artista más prometedora de África por los All Africa Music Awards.

## Biografía
Neza perdió a su padre a temprana edad y fue criada por su madre viuda. Debido a una hambruna en su país natal, Zaire, su familia se mudó a Ruanda en 1995. Tres años después, la familia se mudó a Toronto, Canadá, como resultado del deseo de su hermana de brindarle una vida mejor y más segura.Actualmente reside en Lagos, Nigeria. 

## Carrera profesional
Neza comenzó a hacer música a principios de los años 2000 y, desde entonces, ha despegado y se ha convertido en un talento ecléctico. En el invierno de 2010, Neza lanzó un EP de 7 pistas titulado 'Brand New', que incluía el sencillo 'Go Gettaz'. La pista también apareció en el mixtape de R&B de DJ Charlie Brown 'Brown Billz - R&B Edition'. Su video remix para 'Pop That' de French Montana lanzado en septiembre de 2012, generó más de 2000 vistas en las primeras 3 semanas y se emitió en la televisión nacional de Ruanda. En 2016 lanzó un sencillo con video: Tambola, que fue muy elogiado, pero casi no se encuentra en Internet. En 2017, Neza se mudó a Lagos, Nigeria, y el cantante nigeriano Mc Galaxy la contrató para su sello, MCG Empire.Neza lanzó tres sencillos (Uranyica, Shaba y Vibe) bajo el sello.También apareció en el álbum del artista nigeriano Skales, con dos sencillos "Gbe" y "Good Life".

## Discografía

### Sencillos
- "My Baby" con MC Galaxy
- "Shabba"
- "Vibe" con MC Galaxy
- "Slay Mama"
- "Only God Knows"

Como artista invitado
- "Deejay Pius" de Tempramido con MC Galaxy y Neza
- "Snapchat" de MC Galaxy con Neza, Kelly Pyle y Musicman TY
- "Jacurb Dance" de MC Galaxy con Neza

## Premios y nominaciones

### Premios
2012 African Entertainment Awards - Mejor Artista Femenina del Año
2017 All Africa Music Awards - Artista Más Prometedora de África

### Nominaciones
2018 All Africa Music Awards - Mejor Artista Femenina en África Oriental